# Ropraz
Ropraz est une commune suisse du canton de Vaud, située dans le district de la Broye-Vully. Citée dès 1234, elle fait partie du district d'Oron de 1798 à 2007. La commune est peuplée de 527 habitants en 2022. Son territoire, d'une surface de 479 hectares, se situe dans la région du Jorat.

## Histoire

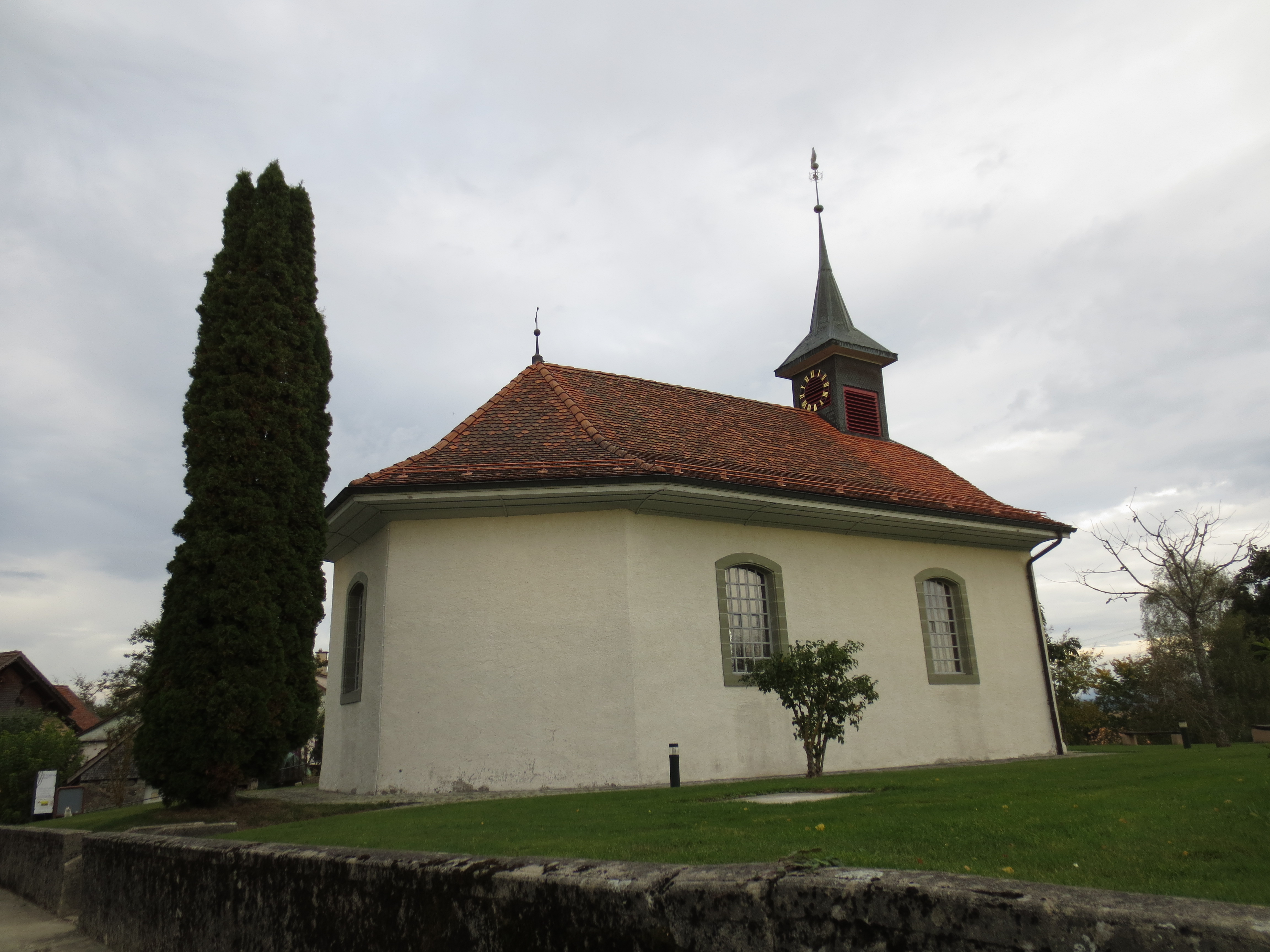
La chapelle de Ropraz.

Le village de Ropraz est connu en 1234. Cette année-là, les habitants reçoivent des droits d'usage dans les bois du Jorat de Guillaume de Goumoëns. Le village est détaché de Vulliens vers 1300, puis appartient successivement aux Bonvillars et aux Fernex, aux Glâne, aux Griset de Forel, aux Sordet et aux Clavel. Il fait partie du bailliage de Moudon à l'époque bernoise, de 1536 à 1798, puis du district d'Oron de 1798 à 2007 et du district de la Broye-Vully depuis 2008. La chapelle, qui date de 1282, est reconstruite en 1761. Le village possède une école dès 1648 et une société de fromagerie dès 1883.

### Héraldique
| Armes de Ropraz | De gueules au chat gris effarouché au naturel, tenant une clé d'argent. Adopté en 1923, il reprend le sobriquet des Ropraziens, les chats fumés, qui date d'une époque à laquelle de nombreux chats gris erraient dans le village, et la clé de la famille Clavel. |

## Géographie
Jusqu'à sa dissolution, la commune faisait partie du district d'Oron. Depuis le 1er janvier 2008, elle fait partie du nouveau district de la Broye-Vully. Elle a des frontières communes avec Hermenches, Vucherens, Carrouge, Montpreveyres et Corcelles-le-Jorat.
D'une taille de 4,8 km2, le territoire communal s'étend sous la forme d'une bande allongée entre le Jorat et la partie supérieure de la Broye. La frontière communale est marquée à l'est par la Bressonne qui a creusé dans la molasse, au fil du temps, une vallée boisée d'environ 60 mètres de profondeur. De la Bressonne, la commune s'étend vers l'ouest sur le plateau de Ropraz, coupé en deux par la vallée formée par le ruisseau de Corcelles. Au sud, la frontière est marquée par le petit ruisseau du Cerjuz. Ropraz possède également une petite enclave sur le versant oriental du Jorat à Montpreveyres qui, avec 840 mètres d'altitude, est le point culminant de la commune.
Outre le village de Ropraz, la commune compte également les hameaux de Vers chez les Rod situé sur le flanc ouest de la vallée du Corcelles et d'Ussières dans la vallée de la Bressonne. Elle compte également plusieurs exploitations agricoles isolées.

## Population

### Surnom
Les habitants de la commune sont surnommés lè Tsa-foumâ (les chats fumés en patois vaudois),.

### Démographie
Ropraz compte 527 habitants en 2022. Sa densité de population atteint 109 hab./km2.
En 2000, la population de Ropraz est composée de 194 hommes (51,5 %) et 183 femmes (48,5 %). La langue la plus parlée est le français, avec 331 personnes (87,8 %). Le deuxième groupe est celui des langues d'Asie de l'Ouest (11 ou 2,9 %). 10 personnes (10 ou 2,7 %) parlent l'allemand. Il y a 298 personnes suisses (79 %) et 79 personnes étrangères (21 %). Sur le plan religieux, la communauté protestante est la plus importante avec 229 personnes (60,7 %), suivie des catholiques (47 ou 12,5 %). 47 personnes n'ont aucune appartenance religieuse.
La population de Ropraz est de 346 personnes en 1850 et de 300 personnes en 1860. Elle baisse progressivement jusqu'à 205 habitants en 1960 avant de remonter à 373 personnes en 2000. Le graphique suivant résume l'évolution de la population de Ropraz entre 1850 et 2010 :

## Politique
Lors des élections fédérales suisses de 2011, la commune a voté à 54,39 % pour l'Union démocratique du centre. Les deux partis suivants furent le Parti radical-démocratique avec 16,08 % des suffrages et le Parti libéral avec 7,60 %.
Lors des élections cantonales au Grand Conseil de mars 2011, les habitants de la commune ont voté pour le Parti libéral-radical à 39,62 %, l'Union démocratique du centre à 19,49 %, le Parti socialiste à 17,58 %, les Verts à 13,76 %, le Parti bourgeois démocratique et les Vert'libéraux à 8,66 % et Vaud Libre à 0,89 %.
Sur le plan communal, Ropraz est dirigé par une municipalité formée de 5 membres et dirigée par un syndic pour l'exécutif et un Conseil général dirigé par un président et secondé par un secrétaire pour le législatif.

## Économie
Jusqu'à la deuxième moitié du XXe siècle, l'économie communale était principalement tournée vers l'agriculture et l'élevage qui représentent encore une part importante des emplois locaux. Depuis, le village s'est développé via la création de zones résidentielles occupées par des personnes travaillant principalement dans la région lausannoise ainsi que par la mise en place une zone d'activité de 30 000 m2 séparée en une zone artisanale et commerciale et une zone d'utilité publique qui accueille en particulier une station-service et plusieurs petites usines. 
La commune compte également un salon de coiffure, une fromagerie ainsi qu'un café-restaurant.

## Culture
L'écrivain Jacques Chessex a vécu à Ropraz où il était impliqué dans la vie politique et où il est mort en 2009. Avant son décès, il avait, avec la commune, créé le prix littéraire Édouard Rod en 1996 ; celui-ci est décerné tous les deux ans à une œuvre éditée en langue française, roman, poésie, nouvelle ou essai. 
La commune dispose également d'un espace culturel appelé l'Estrée, fondé en 1989 au centre du village et géré par une fondation. Différents expositions, concerts, spectacles et soirées littéraires y sont régulièrement organisés. 
Le peintre Ricco, Erich Wassmer, vécut à Ropraz de 1963 à sa mort en 1972. 

## Monuments et curiosités
Le château d'Ussières, construit au milieu du XVIIe siècle, de même que le temple, sont inscrits comme biens culturels d'importance régionale dans la liste cantonale dressée en 2009.
L'église réformée, édifice à une nef et chevet polygonal, a été reconstruite en 1761. Dans le chœur se trouvent des blasons peints de 1764 ainsi qu'une chaire de 1674.

## Transports
Au niveau des transports en commun, Ropraz fait partie de la communauté tarifaire vaudoise Mobilis. Le bus des Transports publics de la région lausannoise reliant Lausanne à Moudon s'arrête à Ropraz-Ussières. Celui de CarPostal faisant le parcours Montpreveyres-Mézières-Palézieux-Gare s'arrête dans le village. Le village est aussi desservi par les bus sur appel Publicar, qui sont un service de CarPostal.